# Кубок Ізраїлю з баскетболу
Кубок Ізраїлю з баскетболу (івр. גביע המדינה בכדורסל)  — другий за значенням баскетбольний турнір в Ізраїлі. Проходить під егідою Федерації баскетболу Ізраїлю.

## Володари кубка Ізраїля за титулами
| Клуб                     | Володар | 2 місце |
| ------------------------ | ------- | ------- |
| Маккабі (Тель-Авів)      | 46      | 8       |
| Хапоель (Єрусалим)       | 8       | 9       |
| Хапоель (Тель-Авів)      | 4       | 13      |
| Хапоель (Холон)          | 2       | 5       |
| Хапоель (Верхня Галілея) | 2       | 3       |
| Бней Герцлія             | 2       | 3       |
| Хапоель Гват/Ягур        | 1       | 1       |
| Хапоель (Рамат-Ган)      | 0       | 5       |
| Маккабі (Хайфа)          | 0       | 4       |
| Маккабі (Рішон-ле-Ціон)  | 0       | 4       |
| Барак Нетанья            | 0       | 2       |
| Іроні (Рамат-Ган)        | 0       | 2       |
| Бейтар (Єрусалим)        | 0       | 1       |
| Хапоель (Ейлат)          | 0       | 1       |
| Хапоель (Гіватаїм)       | 0       | 1       |
| Маккабі (Ашдод)          | 0       | 1       |
| Маккабі (Гіват-Шмуель)   | 0       | 1       |

## Усі фінали
| Сезон   | Володар                  | Фіналіст                 | Рахунок      |
| ------- | ------------------------ | ------------------------ | ------------ |
| 2024–25 | Маккабі (Тель-Авів)      | Хапоель (Єрусалим)       | 87–72        |
| 2023–24 | Хапоель (Єрусалим)       | Маккабі (Тель-Авів)      | 85–72        |
| 2022–23 | Хапоель (Єрусалим)       | Маккабі (Тель-Авів)      | 67–61        |
| 2021–22 | Бней Герцлія             | Хапоель (Тель-Авів)      | 87–82        |
| 2020–21 | Маккабі (Тель-Авів)      | Маккабі (Рішон-ле-Ціон)  | 86–69        |
| 2019–20 | Хапоель (Єрусалим)       | Іроні (Нагарія)          | 92–89        |
| 2018–19 | Хапоель (Єрусалим)       | Маккабі (Рішон-ле-Ціон)  | 82–67        |
| 2017–18 | Хапоель (Холон)          | Маккабі (Тель-Авів)      | 86–84        |
| 2016–17 | Маккабі (Тель-Авів)      | Хапоель (Єрусалим)       | 82–68        |
| 2015–16 | Маккабі (Тель-Авів)      | Маккабі (Ашдод)          | 83–75        |
| 2014–15 | Маккабі (Тель-Авів)      | Хапоель (Єрусалим)       | 94–76        |
| 2013–14 | Маккабі (Тель-Авів)      | Хапоель (Ейлат)          | 80–73        |
| 2012–13 | Маккабі (Тель-Авів)      | Маккабі (Хайфа)          | 76–68        |
| 2011–12 | Маккабі (Тель-Авів)      | Маккабі (Рішон-ле-Ціон)  | 82–69        |
| 2010–11 | Маккабі (Тель-Авів)      | Барак Нетанья            | 106–70       |
| 2009–10 | Маккабі (Тель-Авів)      | Бней                     | 77–70        |
| 2008–09 | Хапоель (Холон)          | Маккабі (Хайфа)          | 69–68        |
| 2007–08 | Хапоель (Єрусалим)       | Маккабі (Тель-Авів)      | 93–89        |
| 2006–07 | Хапоель (Єрусалим)       | Бней                     | 103–85       |
| 2005–06 | Маккабі (Тель-Авів)      | Хапоель (Єрусалим)       | 96–91        |
| 2004–05 | Маккабі (Тель-Авів)      | Бней                     | 108–89       |
| 2003–04 | Маккабі (Тель-Авів)      | Хапоель (Єрусалим)       | 108–85       |
| 2002–03 | Маккабі (Тель-Авів)      | Маккабі (Гіват-Шмуель)   | 96–83        |
| 2001–02 | Маккабі (Тель-Авів)      | Хапоель (Єрусалим)       | 99–73        |
| 2000–01 | Маккабі (Тель-Авів)      | Хапоель (Єрусалим)       | 82–78        |
| 1999–00 | Маккабі (Тель-Авів)      | Хапоель (Єрусалим)       | 68–57        |
| 1998–99 | Маккабі (Тель-Авів)      | Хапоель (Єрусалим)       | 69–68        |
| 1997–98 | Маккабі (Тель-Авів)      | Хапоель (Верхня Галілея) | 83–70        |
| 1996–97 | Хапоель (Єрусалим)       | Маккабі (Тель-Авів)      | 89–82        |
| 1995–96 | Хапоель (Єрусалим)       | Маккабі (Тель-Авів)      | 67–65        |
| 1994–95 | Бней Герцлія             | Хапоель (Холон)          | 88–77        |
| 1993–94 | Маккабі (Тель-Авів)      | Хапоель (Тель-Авів)      | 64–53        |
| 1992–93 | Хапоель (Тель-Авів)      | Хапоель (Гіватаїм)       | 71–65        |
| 1991–92 | Хапоель (Верхня Галілея) | Маккабі (Рішон-ле-Ціон)  | 84–76        |
| 1990–91 | Маккабі (Тель-Авів)      | Хапоель (Холон)          | 100–90       |
| 1989–90 | Маккабі (Тель-Авів)      | Хапоель (Верхня Галілея) | 92–90        |
| 1988–89 | Маккабі (Тель-Авів)      | Іроні (Рамат-Ган)        | 107–85       |
| 1987–88 | Хапоель (Верхня Галілея) | Маккабі Нетанья          | 79–77        |
| 1986–87 | Маккабі (Тель-Авів)      | Хапоель (Верхня Галілея) | 95–86        |
| 1985–86 | Маккабі (Тель-Авів)      | Хапоель (Холон)          | 90–86        |
| 1984–85 | Маккабі (Тель-Авів)      | Маккабі (Хайфа)          | 121–81       |
| 1983–84 | Хапоель (Тель-Авів)      | Хапоель (Рамат-Ган)      | 79–73        |
| 1982–83 | Маккабі (Тель-Авів)      | Хапоель (Тель-Авів)      | 99–94        |
| 1981–82 | Маккабі (Тель-Авів)      | Хапоель (Рамат-Ган)      | 90–77        |
| 1980–81 | Маккабі (Тель-Авів)      | Хапоель (Рамат-Ган)      | 105–95       |
| 1979–80 | Маккабі (Тель-Авів)      | Хапоель (Рамат-Ган)      | 105–87       |
| 1978–79 | Маккабі (Тель-Авів)      | Хапоель (Рамат-Ган)      | 73–66        |
| 1977–78 | Маккабі (Тель-Авів)      | Хапоель (Тель-Авів)      | 93–90        |
| 1976–77 | Маккабі (Тель-Авів)      | Хапоель (Тель-Авів)      | 78–77        |
| 1975–76 | Хапоель (Гват/Ягур)      | Хапоель (Тель-Авів)      | 90–76        |
| 1974–75 | Маккабі (Тель-Авів)      | Хапоель (Гват/Ягур)      | 89–74        |
| 1973–74 | Скасовано через війну    |                          |              |
| 1972–73 | Маккабі (Тель-Авів)      | Бейтар (Єрусалим)        | 118–79       |
| 1971–72 | Маккабі (Тель-Авів)      | Іроні (Рамат-Ган)        | 108–99       |
| 1970–71 | Маккабі (Тель-Авів)      | Маккабі (Хайфа)          | 70–51        |
| 1969–70 | Маккабі (Тель-Авів)      | Хапоель (Тель-Авів)      | 73–52        |
| 1968–69 | Хапоель (Тель-Авів)      | Маккабі (Тель-Авів)      | 88–70        |
| 1967–68 | Скасовано через війну    |                          |              |
| 1966–67 | Скасовано через війну    |                          |              |
| 1965–66 | Маккабі (Тель-Авів)      | Хапоель (Тель-Авів)      | 66–62        |
| 1964–65 | Маккабі (Тель-Авів)      | Хапоель (Тель-Авів)      | 55–47        |
| 1963–64 | Маккабі (Тель-Авів)      | Хапоель (Тель-Авів)      | 50–47        |
| 1962–63 | Маккабі (Тель-Авів)      | Хапоель (Тель-Авів)      | 55–51        |
| 1961–62 | Хапоель (Тель-Авів)      | Маккабі (Тель-Авів)      | 50–48        |
| 1960–61 | Маккабі (Тель-Авів)      | Хапоель (Холон)          | 74–46        |
| 1959–60 | Не грали                 |                          |              |
| 1958–59 | Маккабі (Тель-Авів)      | Хапоель (Холон)          | 53–47        |
| 1957–58 | Маккабі (Тель-Авів)      | Хапоель (Тель-Авів)      | 53–44        |
| 1956–57 | Скасовано через війну    |                          |              |
| 1955–56 | Маккабі (Тель-Авів)      | Хапоель (Тель-Авів)      | 52–49, 56–50 |